# ويليام واشنطن فانس
ويليام واشنطن فانس (بالإنجليزية: William Washington Vance) هو محامي وسياسي أمريكي، ولد في 1849 في الولايات المتحدة، وتوفي في 16 فبراير 1900 في نفس البلد. حزبياً، نشط في الحزب الديمقراطي. وقد انتخب عضو مجلس ولاية لويزيانا.